# طوربيد جي7إي
طوربيد جي7إي أو جي7إي/تي2، جي7إي/تي3، وجي7إي/تي4 فليك كانت طوربيدات مع استثناء طراز تي4، هي الطوربيدات القياسية لألمانيا خلال الحرب العالمية الثانية. جميع طرازات جي7إي تشترك في أبعاد موحدة لجميع الطوربيدات الألمانية المصممة للاستخدام بواسطة غواصات يو خلال الحرب العالمية الثانية، وكان قياسها 53.3 سم (21 بوصة) وطولها 7.16 ملم. كان وزن الرأس الحربي 280 كيلوغرام من Schießwolle 36  ، وهو مزيج من ديبيكريلامين و تي إن تي. تم تشغيلها جميعها بمحركات كهربائية ب100 حصان (75 كيلو واط) وبطاريات رصاص والتي تتطلب صيانة على متن الغواصة للحفاظ على وظائفها.

## اقتباسات
1. ↑  Rössler 2005.